# Südostasienwissenschaften
Die Südostasienwissenschaften beschäftigen sich mit den Sprachen, Kulturen, Literaturen sowie der Geschichte Südostasiens. Sie gehören zu den Regionalwissenschaften (Area studies) und sind wie alle diese in ihrer Ausgestaltung geprägt von ihrer Entstehung und dem Kulturraum, in dem sie entstanden sind.
Die Südostasienwissenschaften werden in der deutschen Hochschulpolitik als kleines Fach eingestuft. Teilgebiete sind u. a. Austronesistik, Malaiologie/Indonesistik, Thaiistik, Vietnamistik.

## Geschichte
Die Südostasienwissenschaften entwickelten sich in westlichen Ländern aus der Anthropologie, Ethnologie, Orientalistik und Indologie (aus europäischer Sicht wurde Südostasien als Teil des Orients bzw. Indiens im weiteren Sinne betrachtet, wie sich in den älteren Bezeichnungen Hinterindien und Ostindien zeigt). Prägend war dabei oft ein missionarisches oder koloniales Interesse. So wurde am 1851 gegründeten Koninklijk Instituut voor Taal-, Land- en Volkenkunde vor allem zu Niederländisch-Indien (heute Indonesien) geforscht; an der 1901 gegründeten École française d’Extrême-Orient vor allem zu Französisch-Indochina. Die Aufgabe der 1916 gegründeten School of Oriental Studies in London war explizit, britische Kolonialbeamte auszubilden. In den USA begann die Südostasienwissenschaft nach der Annexion der Philippinen 1899. Diese koloniale Perspektive versperrte aber oft den Blick auf Südostasien als Ganzes und verzögerte eine vergleichende Betrachtung von grenzüberschreitenden Gemeinsamkeiten der südostasiatischen Kulturen und Gesellschaften sowie Sprachverwandtschaften. Diese wurden oft eher von Forschern aus Ländern ohne Kolonialbesitz in der Region aufgedeckt, wie dem Deutschen Adolf Bastian (1826–1905) oder den Österreichern Wilhelm Schmidt (1868–1954) und Robert von Heine-Geldern (1885–1968).
Heine-Geldern emigrierte in die USA und bezeichnete in einer Denkschrift von 1941 Südostasien als das „Eldorado der Kulturwissenschaftler“. Er gilt als Begründer der Südostasienwissenschaft im Sinne einer modernen Regionalwissenschaft (area studies). Der Zweite Weltkrieg und die anschließenden Unabhängigkeitskämpfe machten Südostasien zu einem Brennpunkt der Weltpolitik und weckten im Westen verstärktes Interesse an der Region. In den 1950er- und 60er Jahren kam es vermehrt zur Gründung von Südostasienzentren und -instituten sowie einer Fülle von wissenschaftlichen Arbeiten. Beispielsweise führte der amerikanische Ethnologe Clifford Geertz (1926–2006) zahlreiche Feldstudien in Südostasien durch.

## Studiengänge und Institute
In Deutschland kann man Südostasienwissenschaften u. a. an dem Institut für Asien- und Afrikawissenschaften der Humboldt-Universität zu Berlin, der Universität Bonn, der Goethe-Universität Frankfurt, dem Asien-Afrika-Institut der Universität Hamburg und der Universität Passau studieren. Die Titel der Studiengänge sind unterschiedlich (z. B. Südostasienkunde, Südostasienstudien, Sprachen und Kulturen Südostasiens).
International sind die École française d’Extrême-Orient und das Institut national des langues et civilisations orientales in Paris, die SOAS University of London, das Koninklijk Instituut voor Taal-, Land- en Volkenkunde in Leiden, das Southeast Asia Institute der Australian National University, das Southeast Asia Program der amerikanischen Cornell University und das ISEAS–Yusof Ishak Institute (Institute of Southeast Asian Studies) in Singapur wichtige Zentren der Südostasienwissenschaften.

## Fachverband
- Gesellschaft für Südostasienwissenschaft / Society for South-East Asian Studies, Österreich

## Fachzeitschriften
- Austrian Journal of South-East Asian Studies (ASEAS)
- Journal of Current Southeast Asian Affairs, vormals Südostasien aktuell
- Journal of Southeast Asian Studies